# Muhammad V.
Muhammad V. (10. srpna 1909, Fás – 26. února 1961, Rabat) byl v letech 1927–1957 marocký sultán a v letech 1957–1961 marocký král.

## Život
Narodil se 10. srpna 1909 ve Fásu jako syn sultána Jusufa ibn Hassana a princezny-manželky Lally Yaqut.
Jeho první manželkou byla Lalla Hanila bint Mamoun. Byla matkou jeho první dcery Lally Fatimy Zohry.
Jeho druhou manželkou byla jeho sestřenice Lalla Abla bint Tahar. Byla dcerou Mulaje Mohammeda Tahar bin Hassana, který byl synem sultána Hasana I. Spolu měli pět dětí:
- Hasan II. (1929–1999)
- Lalla Aicha (1930–2011)
- Lalla Malika (1933–2021)
- Mulaj Abdallah (1935–1983)
- Lalla Nuzha (1940–1977)

Od roku 1927 do 14. srpna 1957 byl sultánem Maroka.
Roku 1953 odešel ze svou rodinou do exilu na Korsiku, z důvodu okupování Maroka Francií.
Dne 14. srpna 1957 se stal králem Maroka.
Potřetí se oženil s Lallou Bahiou bint Antar se kterou měl jednu dceru Lallu Aminu.
Zemřel 26. února 1961 v Rabatu. Pohřben je v Mauzoleu Muhammada V.

## Vyznamenání
- Řád krve – Tunisko
- velkokříž Řádu čestné legie – Francie, 1927
- velkokříž s řetězem Řádu Karla III. – Španělsko, 1929[1]
- společník Ordre de la Libération – Francie, 1945
- vrchní velitel Legion of Merit – USA, 1945
- řetěz Řádu jha a šípů – Španělsko, 3. dubna 1956[2]
- řetěz Řádu Idrise I. – Libye, 1956
- řetěz Řádu Hášimovců – Irák, 1956
- velkostuha Řádu Umajjovců – Sýrie, 1960
- speciální třída Řádu za zásluhy – Libanon, 1960
- řetěz Řádu Nilu – Egypt, 1960
- řetěz Řádu al-Husajna bin Alího – Jordánsko, 1960